# Грегорі Портер
Грегорі Портер (англ. Gregory Porter; нар. 4 листопада 1971, Сакраменто, Каліфорнія, США) — автор пісень, співак і актор.

## Біографія
Грегорі Портер народився 4 жовтня 1971 року в Сакраменто і виріс в Бейкерсфілді у штаті Каліфорнія, де його мати була пастором. У сім'ї він є сьомою дитиною і має три сестри і п'ять братів. Після закінчення середньої школи у 1989 році він отримав спортивну стипендію в університеті Сан-Дієго, але травма плеча змусила закінчити його кар'єру в американському футболі. Коли Грегорі мав 21 рік померла мама, яка його просила «співай, дитино, співай!».

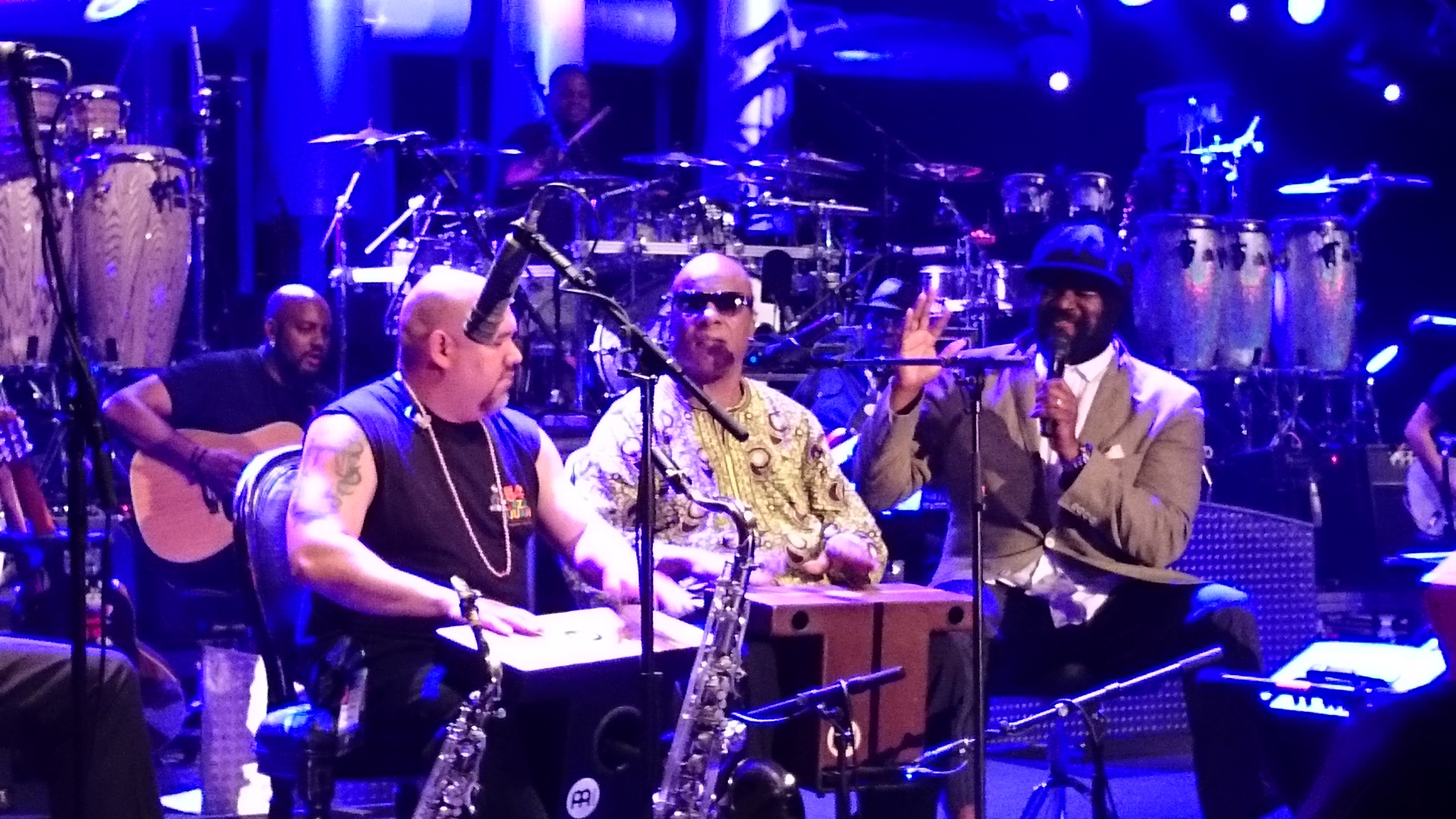
Стіві Вандер і Грегорі Портер на фестивалі в Жуан-ле-Пен. 2014

У 2004 році, Портер зі своїм братом Ллойдом переїхав до Нью-Йорка, де працював шеф-кухарем у ресторані в бруклінському районі Бедфорд-Стайвесент, у якому він також виступав. Портер виступав також і в інших місцях, зокрема в гарлемському клубі «Паб святого Ніка» (St. Nick's Pub), де сформувався гастрольний гурт Портера.
У 2010 році фірма звукозапису Motéma Music випустила дебютний альбом Портера «Вода» (Water). Його другий альбом «Будьте добрим» (Be Good) вийшов у 2012 році. Третій альбом Портера «Liquid Spirit» вийшов 2 вересня 2013 року в Європі та 17 вересня 2013 року в США. Альбом здобув нагороду Ґреммі у номінації Найкращий джазовий вокальний альбом у 2014 році.

## Грегорі Портер у Львові
26 червня 2017 року Грегорі Портер разом з Чучо Вальдесом і його музикантами виступив у Львові на «Альфа Джаз Фест 2017» — сьомому міжнародному джазовому фестивалі, що тривав з 23 до 27 червня..

## Дискографія

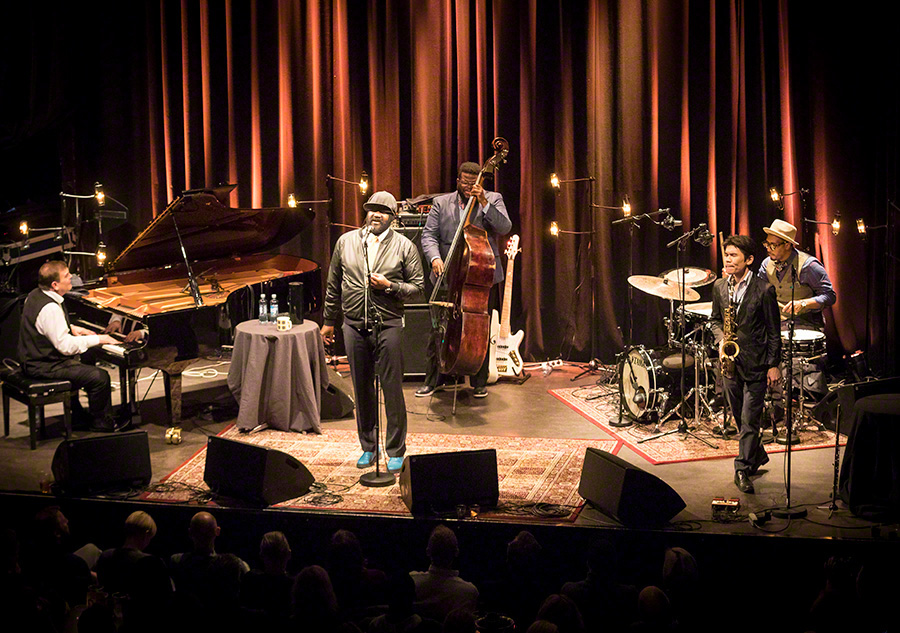
Осло. 16 жовтня 2016

### Альбоми
- 2010 : Water
- 2012 : Be Good
- 2013 : Liquid Spirit
- 2016 : Take Me to the Alley
- 2017 : Nat King Cole & Me
- 2018 : One Night Only — Live At Royal Albert Hall
- 2020 : All Rise